# Мікрорайони № 1-4 (Чистякове)
Мікрорайони I, II, III, IV — місцевість в м. Чистяковому Донецької області, утворена в 1970-х роках щільною забудовою, розташована на північ від центру міста в продовж головної магістралі вул. Енгельса.

## Мікрорайон I
Район забудований п'ятиповерховими будинками на початку 1970-х років.
Інфрастуктура:
- Маркет «АТБ»;
- Супермаркет, кафе та готель «Кураж».

## Мікрорайон II
Житлова забудова від вул. Громова до мікрорайона І.
Інфрастуктура:
- Загальноосвітня школа № 11
- Магазин «Стріла»
- Храмовий комплекс Державної ікони Божої Матері

## Мікрорайон III

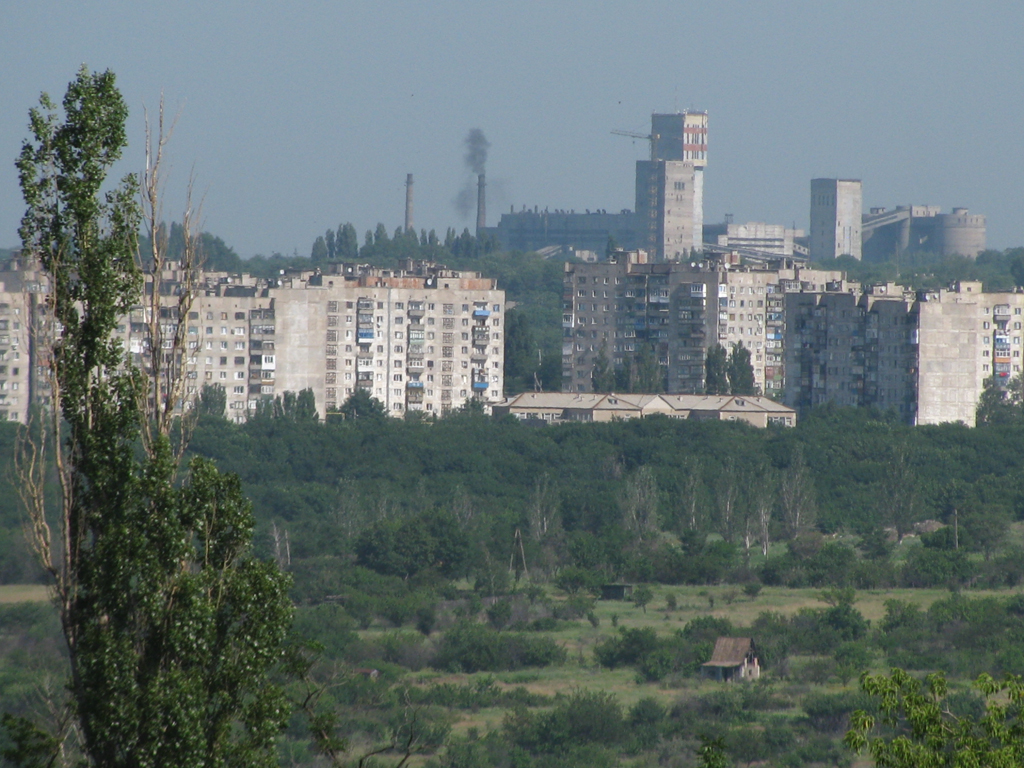
Вид на мікрорайони № 3-4 та шахту «Прогрес»

Місцевість праворуч від вул. Енгельса та на північ від мікрорайонів І та II забудована дев'ятиповерховими житловими будинками.
Інфрастуктура:
- Дитячий садок
- «Вечірній ринок»
- торговельні та ін. підприємства

## Мікрорайон IV
Місцевість ліворуч від вул. Енгельса забудована чотирьох, п'яти та дев'ятиповерховими житловими будинками.
Інфрастуктура:
- Міська центральна лікарня
- Центральна бібліотека
- Чистяковське медичне училище
- Дитячий садок